# 維多利亞 (恩特雷里奧斯省)
32°37′S 60°10′W / 32.617°S 60.167°W

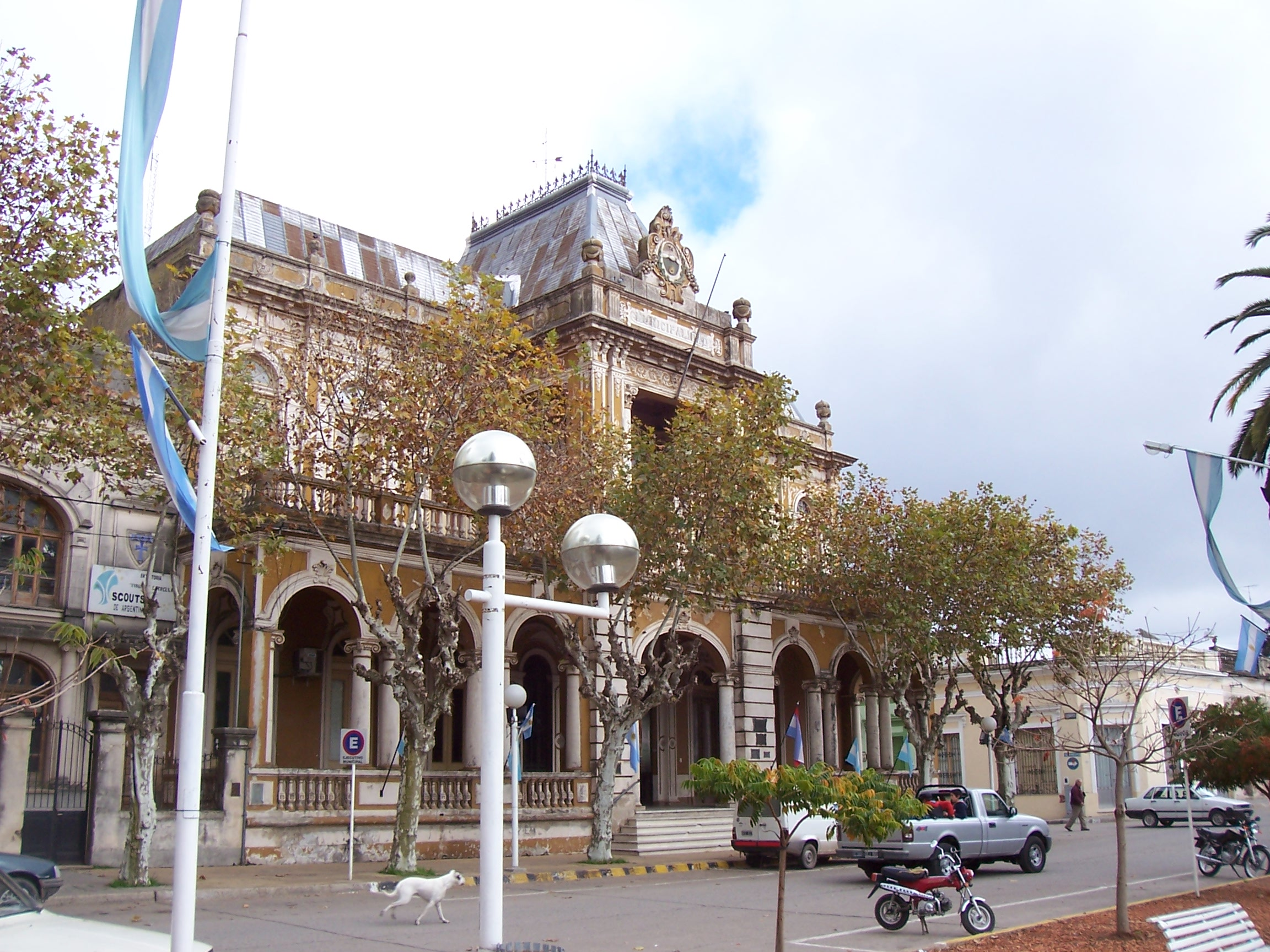
維多利亞

維多利亞（西班牙語：Victoria），是阿根廷的城鎮，位於該國東北部恩特雷里奧斯省，是維多利亞縣的首府，始建於1810年5月13日，海拔高度64米，該地區的地震活動頻繁和强度较低。2010年人口为31,842人。